# Peter Gradenwitz

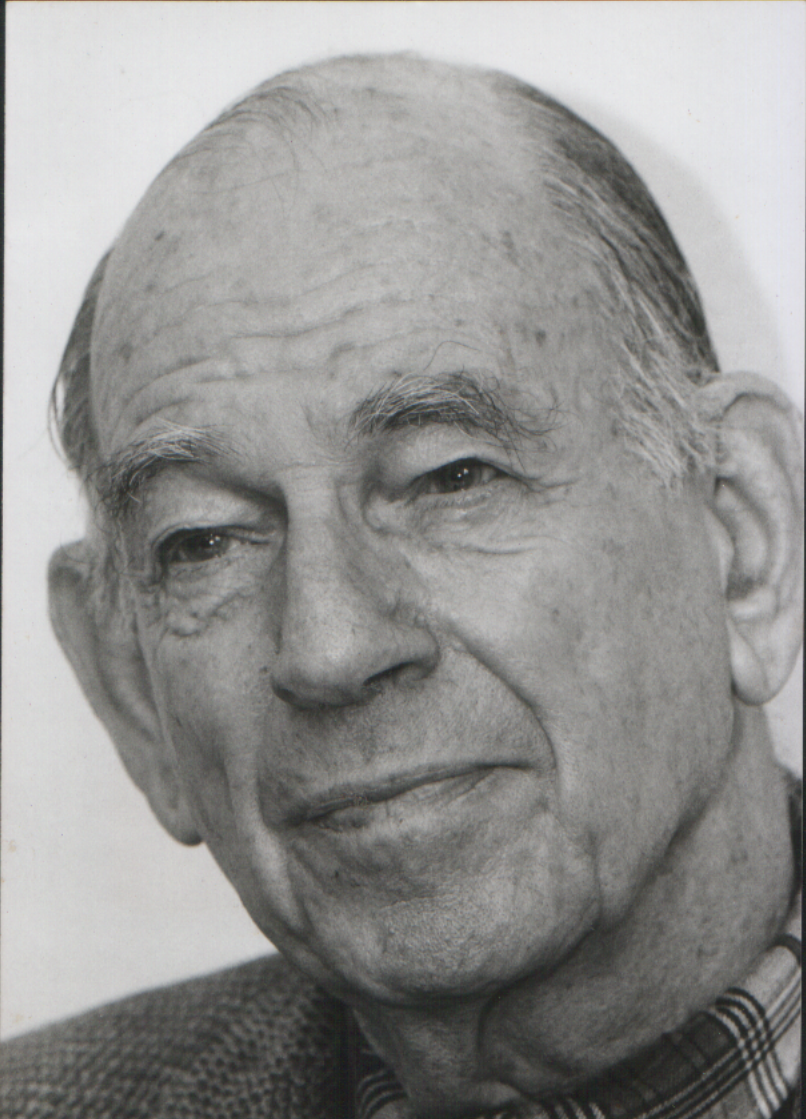
Peter Gradenwitz, 1998

Peter Emanuel Gradenwitz (* 24. Januar 1910 in Berlin; † 27. Juli 2001 in Tel Aviv) war ein deutsch-israelischer Musikwissenschaftler und Komponist.

## Leben
Peter Gradenwitz, Sohn von Charlotte Gradenwitz, geborene Mendel (Tochter des Psychiaters Emanuel Mendel), und Felix Gradenwitz, war ein Neffe des Heidelberger Rechtsgelehrten Otto Gradenwitz und besuchte ein Realgymnasium. Er studierte Musikwissenschaft in Freiburg bei Wilibald Gurlitt, in Berlin bei Arnold Schering und Curt Sachs sowie bei Gustav Becking an der Prager Universität, wo er 1936 mit einer Arbeit über Johann Stamitz zum Doktor der Philosophie promoviert wurde. Parallel hat er Komposition bei Julius Weismann und dem Schönberg-Schüler Josef Rufer studiert. Gradenwitz war jüdisch und emigrierte 1934 aus Deutschland. Nach kürzeren Aufenthalten in London und Paris lebte er zunächst in Prag. Ende 1936 übersiedelte er nach Palästina.
Im Jahr 1949 gründete er in Tel Aviv den ersten israelischen Musikverlag für Konzertmusik (Israeli Music Publications), den er bis 1982 leitete. Er war auch Herausgeber von Schriften zur Musikgeschichte und Konzerführern in hebräischer Sprache. Von 1965 bis 1967 war er Vorsitzender der Israelischen Musikwissenschaftlichen Gesellschaft. Von 1966 bis 1977 lehrte er als Dozent an der Universität Tel Aviv Musikwissenschaft, mit dem Schwerpunkt auf zeitgenössischer Musik. Er war zudem Mitbegründer der israelischen Sektion der International Society for Contemporary Music und gestaltete eine Rundfunksendung zu Fragen neuer Musik im östlichen Mittelmeerraum. 1980 ernannte ihn die Universität Freiburg in Freiburg im Breisgau zum Ehren-Professor. Gradenwitz war Mitarbeiter deutscher, schweizerischer, englischer, französischer, US-amerikanischer und israelischer Musikzeitschriften. Er forschte, lehrte und publizierte vor allem über die Stamitz-Familie, Arnold Schönberg und über moderne israelische Musik. Zu seinen Kompositionen gehören kammermusikalische Werke, eine Symphony of Variations und eine Serenade für Sologeige und kleines Orchester. Zudem war er Bearbeiter verschiedener Werke. 1971 erhielt er für Lukas-Passion den Salzburger Kritikerpreis, 1978 vom Land Salzburg das Verdienstzeichen in Gold. Peter Gradenwitz lebte und starb in Tel Aviv, hatte 1933 Rosi Wolfsohn († 1965), mit der er die Kinder David (* 1963) und Judith hatte, und 1967 in zweiter Ehe Ursula Mayer-Reinach, eine Tochter des Musikwissenschaftlers und Dirigenten Albert Mayer-Reinach, geheiratet.

## Schriften (Auswahl)
- Johann Stamitz. Das Leben. Dissertation Universität Prag 1936; Band 1: Das Leben. Brünn 1936; auch Prag/Wien 1936
- The Music of Israel. New York 1949 (auch auf Spanisch: Buenos Aires 1949); 2., revidierte und erweiterte Auflage. Portland 1996.
- Music and Musicians in Israel, Tel Aviv 1959; 3. Auflage 1978.
- Die Musikgeschichte Israels. Kassel 1961.
- Wege zur Musik der Gegenwart. Stuttgart 1963; revidierte Neuauflage unter dem Titel Wege zur Musik der Zeit. Wilhelmshaven 1974.
- Musik zwischen Orient und Okzident: eine Kulturgeschichte der Wechselbeziehungen. Wilhelmshaven 1977.
- Das Heilige Land in Augenzeugenberichten. 1984.
- Johann Stamitz. Leben, Umwelt, Werk. Wilhelmshaven 1984.
- Leonard Bernstein. Unendliche Vielfalt eines Musikers, Zürich 1984 und 1995 (englische Übersetzung 1987).
- Der deutsch-jüdische Beitrag zur Entwicklung des Musiklebens in Israel, in: Habakuk Traber und Elmar Weingarten (Hrsg.): Verdrängte Musik. Berliner Komponisten im Exil, Argon, Berlin 1987, S. 79–97. ISBN 3-87024-118-7
- Die schönsten jiddischen Liebeslieder, Dreieich 1988.
- Musik zur Bibel – biblische Musik, in: Neue Zeitschrift für Musik 159, Heft 3, 1998, S. 38–42.
- Arnold Schönberg und seine Meisterschüler. Berlin 1925-1933, Paul Zsolnay, Wien 1998, ISBN 3-552-04899-5